# Louise Beavers
Louise Beavers, född 8 mars 1902 i Cincinnati, Ohio, död 26 oktober 1962 i Hollywood, Kalifornien, var en amerikansk skådespelare. Hennes debut var 1923 i stumfilmen The Gold Diggers. Hon medverkade i över 100 filmer, ofta i rollen som hembiträde åt filmens huvudperson. 1976 valdes hon in i Black Filmmakers Hall of Fame.

## Filmografi, urval
- 1931 – Storstadens lockfåglar
- 1932 – What Price Hollywood?
- 1933 – Akta er för gnistor!
- 1934 – Uppror mot livet
- 1934 – Brott på linjen
- 1936 – Samhällets rovriddare
- 1941 – Gäckande skuggan på nya äventyr!
- 1941 – Min man har en väninna
- 1942 – Värdshuset Fritiden
- 1943 – Mitt majestät kung Ludde
- 1946 – Min fru tar semester
- 1948 – Villervallavillan
- 1948 – Panik i paradiset
- 1957 – Tammy
- 1960 – De unga kannibalerna
- 1960 – På vift fast gift